# Lutovynivka
Lutovynivka (em ucraniano:  Лутовинівка, em russo:  Лутовиновка) é uma vila da Ucrânia, situada no Oblast de Poltava, próxima a Kozelshchyna. Tem 1 km² de área e sua população em 2020 foi estimada em 2.000 habitantes.